# Immortal (Michael Schenker Group)
Immortal è l'undicesimo album in studio dei Michael Schenker Group, pubblicato nel 2021.

## Tracce
1. Drilled to Kill
2. Don't Die on Me Now
3. Knight of the Death
4. After the Rain
5. Devil's Daughter
6. Sail the Darkness
7. The Queen of Thorns and Roses
8. Come on Over
9. Sangria Morte
10. In Search of the Piece of Mind

## Formazione

### Ufficiale
- Ronnie Romero - voce
- Michael Schenker - chitarra
- Steve Mann - chitarra, tastiera
- Barend Courbois - basso
- Bodo Schopf - batteria

### Ospiti
- Barry Sparks - basso (tracce 1, 10)
- Brian Tichy - batteria (tracce 1,3, 8 ,10)
- Derek Sherinian - tastiera (traccia 1)